# Simbabwische Botschaft in Berlin

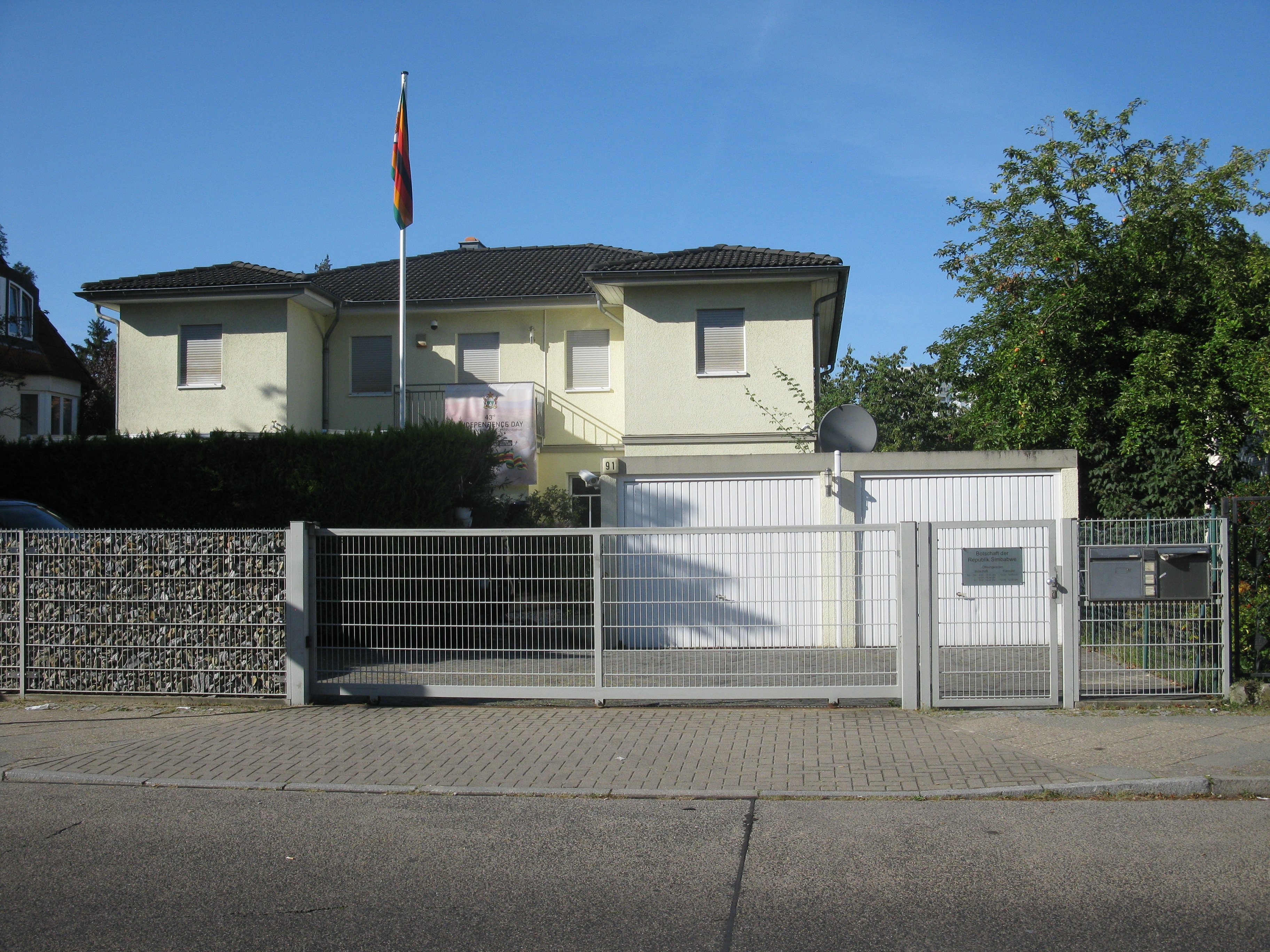
Botschaftsgebäude Dannenwalder Weg 91

Die simbabwische Botschaft in Berlin ist die offizielle diplomatische Vertretung der Republik Simbabwe in Deutschland. Sie befindet sich am Dannenwalder Weg 91 im Berliner Ortsteil Märkisches Viertel.
Botschafterin ist seit dem 6. Dezember 2021 Alice Mashingaidze.

## Geschichte der diplomatischen Beziehungen
Die Republik Simbabwe unterhielt seit 1980 diplomatische Beziehungen mit der Bundesrepublik Deutschland sowie der DDR und hatte ihre Botschaftsgebäude in der Villichgasse 7 in Bonn (siehe: Eintrag in Botschaftsliste) sowie in der Otto-Grotewohl-Straße 3a (heute: Wilhelmstraße) in Ost-Berlin. Mit dem Umzug der Bundesregierung nach Berlin zog die Botschaft im September 2000 als erste Botschaft vor Aserbaidschan, Mauretanien und Sambia in das 1990 aufgegebene Verlagshaus des Schulbuchverlags Volk und Wissen in der Axel-Springer-Straße. Aktuell (Stand: 2023) befindet sie sich am Dannenwalder Weg im Märkischen Viertel.
Erster Botschafter war Hebson Makuvise.

## Botschafter
- 2015–2021: Paul Chikawa[2]
- seit 2021:00Alice Mashingaidze[1]